# 380-kV-Themse-Freileitungskreuzung

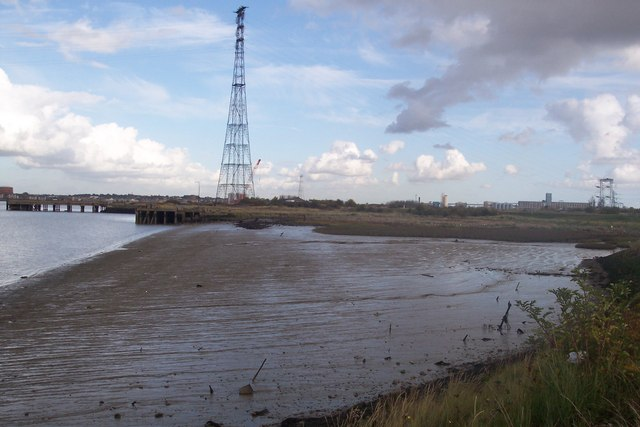
Einer der Masten am Themseufer

Die 380-kV-Themse-Freileitungskreuzung ist eine 1965 errichtete Freileitungskreuzung für 380 kV bei West Thurrock in Großbritannien über die Themse. Sie ist auf den höchsten Freileitungsmasten in Großbritannien verlegt, die mit 190 Meter Höhe selbst den BT Tower in London überragen. Die Spannweite der Leitung über die Themse beträgt 1372 Meter, die Durchfahrtshöhe 76 Meter.
Diese Leitung war nicht die erste Freileitungskreuzung der Themse kurz vor ihrer Mündung. Zwischen 1927 und 1932 wurde zwischen Dagenham und Crossness eine 132-kV-Freileitung, die an je zwei je 148,4 Meter hohen Masten aufgehängt war, errichtet. Diese Leitung wurde 1987 abgebaut.